# جولی اندروز
جولیا الیزابت اندروز (به انگلیسی: Julie Elizabeth Andrews) (زادهٔ ۱ اکتبر ۱۹۳۵) هنرپیشه، خواننده، مؤلف، کارگردان پر آوازه تئاتر و رقاص انگلیسی است.
او بیشتر شهرت خود را مدیون بازی در دو فیلم موزیکال آوای موسیقی (۱۹۶۵) (در ایران: اشک‌ها و لبخندها)، و مری پاپینز (۱۹۶۴) است.
اندروز در ۱۹۶۴ جایزه اسکار بهترین بازیگر نقش اول زن را بخاطر بازی در فیلم مری پاپینز دریافت کرد. هنرنمایی او در نقش مری پاپینز جزء ۱۰۰ شخصیت برتر تاریخ سینما توسط مجله پرومیر انتخاب شد.
او بعد از دهه ۶۰ بیشتر از بازیگری به نویسندگی کتاب‌های کودکان روی آورده‌است که از این کتاب‌ها می‌توان به ""مندی"" اشاره کرد.
او به عنوان یکی از افتخارات کشور انگلیس از ملکه لقب «بانو» را دریافت کرده‌است.

## ابتدای زندگی
جولیا الیزابت ولز (به انگلیسی: Julia Elizabeth Wells) در ۱ اکتبر ۱۹۳۵ در واتون-آن-تیمز واقع در شهرستان ساری در انگلستان به دنیا آمد. پدرش «ادوارد سی "تد" ولز» استاد کار با چوب و فلزات بود و مادرش «باربارا ولز نی "موریس"» نام داشت که در مدرسهٔ رقص خواهر خود «جون» پیانو می‌زد.
در همین مدرسه رقص خاله «جون» بود که جولیای دو ساله اولین نقش صامت خود را به عنوان یک پری بازی کرد، بعد زمانی که سه سال داشت نقش ناد را در تولید وینکن، بلینکن و ناد بازی کرد و در آن نمایش صحبت کرد و حتی خواند.
باربارا و تد خیلی زود طلاق گرفتند و هر کدام با شخص دیگری ازدواج کردند. باربارا با تد اندروز در ۱۹۶۹ و تد ولز با کسی که قبلاً آرایشگر بود و حالا در یک کارخانه جنگی که هردوی آن‌ها را استخدام کرده بود با ماشین سوپاپ تراش کار می‌کرد.
وی مختصری با پدرش و برادرش جان ولز در شهر ساری زندگی کرد. حدود سال ۱۹۴۰ پدرش او را فرستاد تا با مادر و ناپدری اش که (پدرش حس می‌کرد) برای آموزش هنری دختر بااستعدادش توانایی بیشتری دارند، زندگی کند. در حالی که مادر از جولیا خواست تد اندروز را عمو تد صدا بزند، او ترجیح داد تا با کلمهٔ پاپ ناپدری اش را مورد خطاب قرار دهد، در این حالت پدرش برایش همان «بابا» یا «بابایی» باقی‌ماند. تقریباً در همین زمان نام خانوادگی او به‌طور قانونی به اندروز تغییر یافت.

اندروز گفت: 
«خانوادهٔ ما خیلی فقیر بود و در ناحیهٔ فقیرنشینی در لندن زندگی می‌کردیم. این یک دورهٔ زمانی خیلی سخت و تلخ در زندگی من بود.»
 اما با توجه به این که حرفهٔ روی صحنهٔ تد و باربارا اندروز محبوبیتش افزون گشت، آن‌ها توانستند در محله‌های بهتری زندگی کنند. ابتدا به بکنهام رفتند و زمانی که جنگ جهانی دوم به پایان رسید به وطن اندروز یعنی والتون آن تیمز بازگشتند.

پدر اندروز هزینهٔ تحصیل دخترش را می‌پرداخت. ابتدا در مدرسهٔ ریپمن، بعد به مادام لیلین ستایلز-آلن (معلم آواز و صدا بلند کنسرت معروف)، که اندروز دربارهٔ او می‌گوید:
«او تأثیر بسزایی روی من گذاشت، او مادر سوم من بود- من مادر و پدرهای بیشتری از هرکسی در دنیا دارم.»
 صدای اندروز به صدایی قوی تبدیل شد.

## زندگی هنری

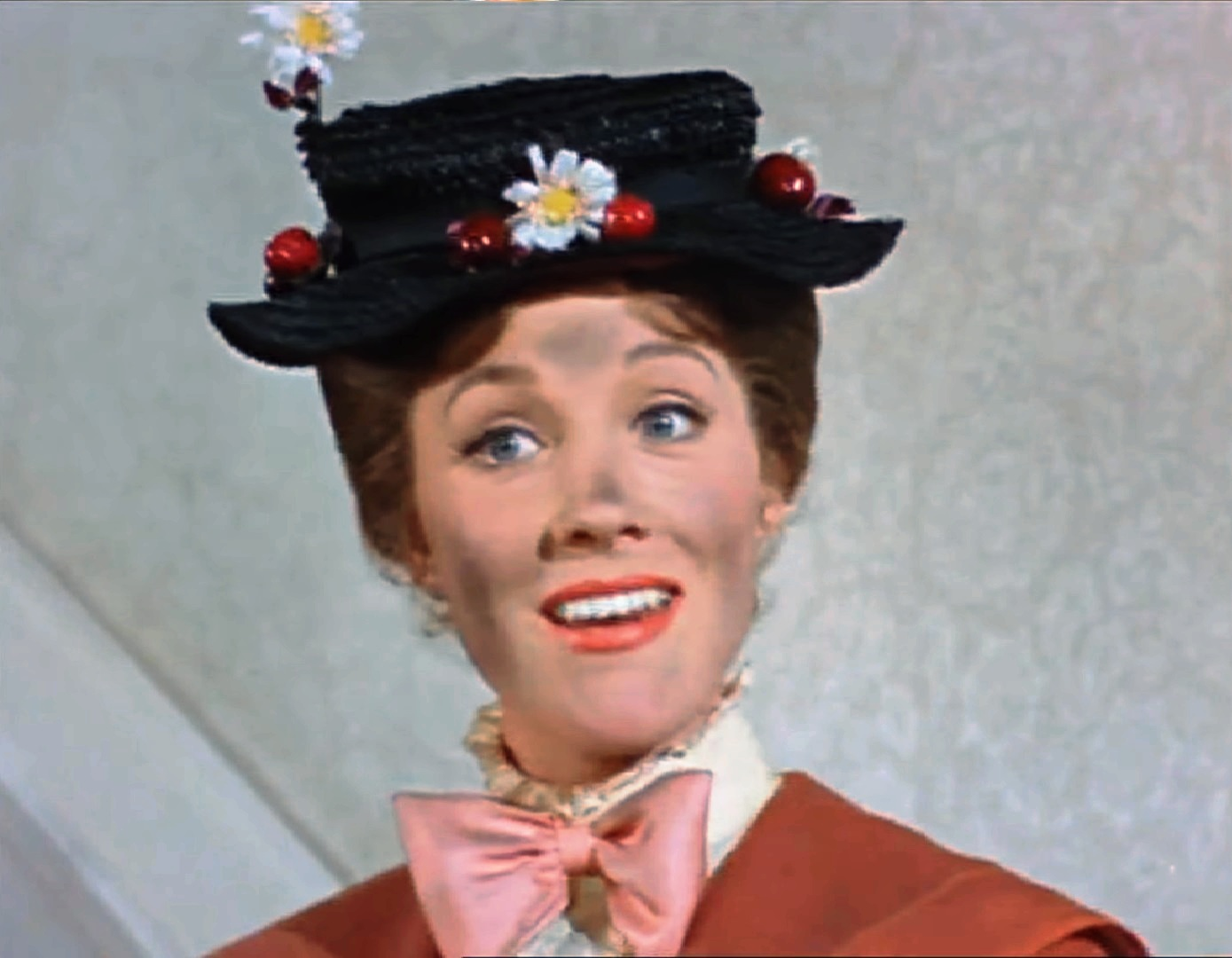
اسکرین شات جولی اندروز از تریلر فیلم مری پاپینز

اندروز در ۱۹۴۵ با مادر و ناپدری اش شروع به اجرای روی صحنه کرد و حدود دو سال این کار را ادامه داد. اندروز توضیح می‌دهد: «سپس روزی فرا رسید که به من گفته شدکه باید بعد از ظهر به رختخواب بروم چون قرار بود به من اجازهٔ خواندن با مامی و پاپ در عصر داده شود. او روی صندوق بزرگی می‌ایستاد تا قدش به میکروفون برسد و در زمانی که مادرش پیانو می‌زند آواز بخواند، گاهی تنها و گاهی با همصدایی ناپدریش.
اندروز زمانی که ناپدری اش او را به وال پارنل معرفی کرد فرصت بزرگش را بدست آورد. اندروز آغاز حرفه‌ای تکخوانی‌اش را در سالن نمایش هیپودروم در لندن آغاز کرد. با خواندن آواز یک نفرهٔ سخت «جسویس تیتانیا» از مینیون به عنوان قسمتی از تکخوانی موزیکال به نام «شیروانی پرستاره» در ۲۲ اکتبر ۱۹۴۷. او در آنجا یک سال نواخت.
در ۱ نوامبر ۱۹۴۸ اندروز تبدیل شد به جوان‌ترین اجراکننده‌ای که تا به حال میهمانی‌های سلطنتی در پالادیم لندن دیده شده بود. جایی که وی با دنی کی، برادران نیکلاس، و گروه کمدی جرج و برت برنارد برای اعضای خانوادهٔ پادشاه جرج ششم اجرا کرده بود.
اندروز راه والدینش را به رادیو و تلویزیون دنبال کرد. ظاهراً او تکخوانی تلویزیونی‌اش را در ۸ اکتبر ۱۹۴۹ در برنامهٔ رادیو المپیای بی‌بی‌سی انجام داد. او برای کارش در برنامهٔ رادیویی بی‌بی‌سی به نام «تعلیم دادن آرشی» که او در ۱۹۵۰ تا ۱۹۵۲ بازی کرد، مشهوریت چشمگیری در سراسر لندن به دست آورد

## زندگی خصوصی
او با بلیک ادواردز کارگردان معروف ازدواج کرده‌است.

## افتخارات
- ۱۰۰ سال... ۱۰۰ آهنگ به انتخاب بفا
- جایزه مرکز کندی (۲۰۰۱)
- جایزه گرمی برای بهترین آلبوم شنیداری کودکان
- فهرست ستاره‌های پیاده‌رو شهرت هالیوود

## فیلم‌شناسی

### سینمایی
| سال  | عنوان                                   | نقش                                                      | توضیحات |
| ---- | --------------------------------------- | -------------------------------------------------------- | --- |
| ۱۹۴۹ | La Rosa di Bagdad                       | Princess Zeila                                           | Dubbed voice for the 1952 نسخه انگلیسی زبان |
| ۱۹۶۴ | مری پاپینز                              | مری پاپینز                                               | جایزه اسکار بهترین بازیگر نقش اول زن BAFTA Award for Most Promising Newcomer to Leading Film Roles جایزه گلدن گلوب بهترین بازیگر زن فیلم موزیکال یا کمدی (۱۹۶۴) Grammy Award for Best Album for Children Golden Laurel Award for Best Female Musical Performance نامزدی — Golden Laurel Award for Female Star (3rd place) نامزدی — جایزه حلقه منتقدان فیلم نیویورک برای بهترین بازیگر نقش اول زن (2nd place) |
| ۱۹۶۴ | The Americanization of Emily            | Emily Barham                                             | نامزدی — جایزه بفتای بهترین بازیگر نقش اول زن |
| ۱۹۶۵ | Salzburg Sight and Sound                | در نقش خودش                                              | Short subject |
| ۱۹۶۵ | اشک‌ها و لبخندهاعنوان اصلی: آوای موسیقی  | ماریا فون تراپ                                           | جایزه گلدن گلوب بهترین بازیگر زن فیلم موزیکال یا کمدی (۱۹۶۵) Golden Laurel Award for Best Female Musical Performance David di Donatello Award for Best Foreign Actress نامزدی — جایزه اسکار بهترین بازیگر نقش اول زن نامزدی — جایزه بفتای بهترین بازیگر نقش اول زن نامزدی — جایزه حلقه منتقدان فیلم نیویورک برای بهترین بازیگر نقش اول زن (2nd place)                                                        |
| ۱۹۶۶ | پرده پاره                               | Dr. Sarah Louise Sherman                                 | |
| ۱۹۶۶ | هاوایی                                  | Jerusha Bromley                                          | |
| ۱۹۶۷ | Think Twentieth                         | در نقش خودش                                              | Short subject |
| ۱۹۶۷ | Thoroughly Modern Millie                | Millie Dillmount                                         | Golden Laurel Award for Best Female Comedy Performance نامزدی — جایزه گلدن گلوب بهترین بازیگر زن فیلم موزیکال یا کمدی |
| ۱۹۶۸ | Star!                                   | گرترود لارنس                                             | نامزدی — جایزه گلدن گلوب بهترین بازیگر زن فیلم موزیکال یا کمدی |
| ۱۹۷۰ | Darling Lili                            | Lili Smith (Schmidt)                                     | نامزدی — جایزه گلدن گلوب بهترین بازیگر زن فیلم موزیکال یا کمدی |
| ۱۹۷۱ | The Moviemakers                         | در نقش خودش (نامش در عنوان بندی نیامد)                   | Short subject |
| ۱۹۷۲ | Julie                                   | در نقش خودش                                              | مستند |
| ۱۹۷۴ | The Tamarind Seed                       | جودیت فارو                                               | |
| ۱۹۷۶ | پلنگ صورتی دوباره ضربه می‌زند            | Ainsley Jarvis (singing voice, نامش در عنوان بندی نیامد) | |
| ۱۹۷۹ | ۱۰                                      | سامانتا تیلر                                             | نامزدی — جایزه گلدن گلوب بهترین بازیگر زن فیلم موزیکال یا کمدی |
| ۱۹۸۰ | خانم مارکر کوچک                         | آماندا ووردینگتن                                         | |
| ۱۹۸۱ | S.O.B.                                  | Sally Miles                                              | |
| ۱۹۸۲ | ویکتور ویکتوریا                         | Victoria Grant / Count Victor Grezhinski                 | جایزه گلدن گلوب بهترین بازیگر زن فیلم موزیکال یا کمدی (چهلمین مراسم گلدن گلوب) Kansas City Film Critics Circle Award for Best Actress جایزه دیوید دی دوناتلو بهترین بازیگر زن نامزدی — جایزه اسکار بهترین بازیگر نقش اول زن |
| ۱۹۸۲ | ردپای پلنگ صورتی                        | Charwoman (نامش در عنوان بندی نیامد)                     | |
| ۱۹۸۳ | The Man Who Loved Women                 | Marianna                                                 | |
| ۱۹۸۶ | That's Life!                            | Gillian Fairchild                                        | نامزدی — جایزه گلدن گلوب بهترین بازیگر زن فیلم موزیکال یا کمدی |
| ۱۹۸۶ | دوئت برای یکی                           | Stephanie Anderson                                       | نامزدی — جایزه گلدن گلوب بهترین بازیگر زن فیلم درام |
| ۱۹۹۱ | A Fine Romance                          | Mrs. Pamela Piquet                                       | Cin cin – United States title |
| ۱۹۹۱ | Our Sons                                | آدری                                                     | |
| ۱۹۹۲ | The King & I                            | آنا                                                      | موزیکال تلویزیونی |
| ۱۹۹۵ | ویکتور ویکتوریا                         | Victoria Grant / Count Victor Grezhinski                 | فیلم تلویزیونی |
| ۲۰۰۰ | Relative Values                         | فلیسیتی مارشوود                                          | |
| ۲۰۰۱ | دفتر خاطرات شاهزاده خانم (فیلم)         | Queen Clarisse Renaldi                                   | Kids' Choice Awards for Favorite Movie Actress |
| ۲۰۰۲ | Unconditional Love                      | در نقش خودش (نامش در عنوان بندی نیامد)                   | Performer: Getting to Know You |
| ۲۰۰۳ | Eloise at the Plaza                     | Nanny                                                    | |
| ۲۰۰۳ | Eloise at Christmastime                 | Nanny                                                    | نامزدی — Primetime Emmy Award for Outstanding Supporting Actress in a Miniseries or a Movie |
| ۲۰۰۴ | شرک ۲                                   | Queen Lillian                                            | صدا |
| ۲۰۰۴ | دفتر خاطرات شاهزاده خانم ۲: تعهد سلطنتی | Queen Clarisse Renaldi                                   | |
| ۲۰۰۷ | شرک ۳                                   | Queen Lillian                                            | صدا |
| ۲۰۰۷ | افسون‌زده                                | راوی                                                     | صدا |
| ۲۰۱۰ | پری دندان                               | Lily                                                     | |
| ۲۰۱۰ | شرک برای همیشه                          | Queen Lillian                                            | صدا |
| ۲۰۱۰ | من نفرت‌انگیز                            | Marlena, Gru's Mom                                       | صدا |
| ۲۰۱۷ | من نفرت‌انگیز ۳                          | Marlena, Gru's Mom                                       | صدا |